# Misao Tamai
Misao Tamai (n. 16 decembrie 1903 – d. 23 decembrie 1978) a fost un fotbalist japonez.

## Statistici
| Japonia | Japonia | Japonia |
| An      | Meciuri | Goluri  |
| ------- | ------- | ------- |
| 1927    | 2       | 1       |
| Total   | 2       | 1       |